# 94556 Janstarý
94556 Janstarý è un asteroide della fascia principale. Scoperto nel 2001, presenta un'orbita caratterizzata da un semiasse maggiore pari a 2,3057261 UA e da un'eccentricità di 0,1882939, inclinata di 1,94457° rispetto all'eclittica.